# Constance Towers
Constance Towers (Whitefish, 20 mei 1933) is een Amerikaanse actrice.

## Film
Zij dankt haar bekendheid hoofdzakelijk aan haar rollen in de oorlogswestern The Horse Soldiers (1959) en in de misdaadwestern Sergeant Rutledge (1960), twee John Ford-westerns en in Shock Corridor (1963) en The Naked Kiss (1964), twee cultfilms van Sam Fuller uit de vroege jaren zestig.

## Musicals
Vanaf het midden van de jaren zestig stapte Towers over naar de bühne waar ze vijftien jaar lang vooral in musicals verscheen, onder meer in Carousel (1966) en My Fair Lady (1973). In de musical The King and I (1977-1979) speelde ze ongeveer 800 keer de rol van Anna Leonowens naast Yul Brynner als koning Rama IV.

## Televisie
Heel haar carrière lang was Towers ook bedrijvig in de televisiewereld. Haar eerste verschijning op het kleine scherm dateert uit 1952, in een episode van de sciencefictionserie Tales of Tomorrow. Sindsdien werkte ze mee aan tal van televisieseries, veelal voor een enkele episode, soms voor langere tijd zoals in Love is a Many Splendored Thing (1971-1972, 2 van de 6 seizoenen) en in de sinds 1963 lopende  ziekenhuisserie General Hospital (1997-heden). Een zeldzame keer maakte ze deel uit van de cast voor de hele duur van de serie zoals in de soapserie Capitol (1982-1987). 

## Privéleven
Na een eerste huwelijk dat zeven jaar (1959-1966) duurde hertrouwde Constance Towers in 1974 met de acteur en latere Amerikaans ambassadeur in Mexico John Gavin.  
- Bibsys: 7025413
- Biblioteca Nacional de España: XX1545059
- Bibliothèque nationale de France: cb139377727 (data)
- Gemeinsame Normdatei: 13468253X
- International Standard Name Identifier: 0000 0000 5934 6648
- Library of Congress Control Number: no95015355
- MusicBrainz: 4b1b0b8c-96b4-400f-b406-03853fa9b4d0
- Nationale Bibliotheek van Tsjechië: xx0180732
- Nationale Bibliotheek van Israël: 987007424907605171
- Nederlandse Thesaurus van Auteursnamen: 124907121
- SNAC: w6qs7w7t
- Système universitaire de documentation: 09534926X
- Virtual International Authority File: 14962446
- WorldCat: E39PBJhCHXq84F7fWRPmcMM3wC